# Narodni muzej zgodovine Azerbajdžana
Narodni muzej zgodovine Azerbajdžana (azerbajdžansko Milli Azərbaycan Tarixi Muzeyi) je največji muzej v Azerbajdžanu. Stoji v Bakuju, v nekdanji stanovanjski hiši azerbajdžanskega naftnega magnata in filantropa Hadži Zejnalabdin Taghijeva. Muzej je bil ustanovljen leta 1920 po ruskem prevzemu Bakuja in odprt za obiskovalce leta 1921.

## Zgodovina
Stavba muzeja je bila zgrajena med letoma 1895 in 1901, prvotno kot rezidenca družine Taghijev. Zasnoval jo je poljski arhitekt Józef Gosławski v imitaciji italijanskega renesančnega sloga. Je velika, razteza se čez cel blok in ponekod dosega štiri nadstropja. Od leta 1914 je bila v dvorcu Baku Commercial Bank, ki jo je vodil Tagijev.
Ko je Rdeča armada aprila 1920 vstopila v Baku, je bilo Tagijevo stanovanje takoj zaplenjeno. V skladu z resolucijo Ljudskega komisariata ZSSR je bila rezidenca ustanovljena kot Državni zgodovinski muzej junija 1920, le dva meseca po tem, ko so boljševiki zavzeli Baku.
Maja 1934 je bila sprejeta posebna odredba za izboljšanje pouka zgodovine in zemljepisa v šolah. Dejansko je skušal spodbujati prednosti socializma in negovati ideologijo totalitarnega režima v naraščajoči generaciji. Marksistična interpretacija zgodovine je bila posredovana z ustanavljanjem zgodovinskih raziskovalnih in drugih ustanov. Poleg tega so bile ustanovljene nove vrste zgodovinskih in regionalnih muzejev, ki so navdihnili poučevanje in promocijo zgodovine.
Po tem novem sistemu se je povečala mreža muzejev z zgodovinskimi profili. Poleg tega so se v tem obdobju močno okrepili mehanizmi sovjetskega zagovorništva.
Poznavanje zgodovine Azerbajdžana se je razvilo z raziskavami muzeja. Med letoma 1925 in 1960 so bili postavljeni temelji za znanstveno raziskovanje starodavnih materialnih in kulturnih spomenikov Azerbajdžana pod vodstvom arheologov, kot so Davud Šarifov, Jevgenij Pahomov, Išak Džafar-Zadeh, Movsum Salamov, Saleh Gazijev in Mamadali Husejnov. Izkopavanja so bila izvedena na mestih, kot so Khojali, Kabala, Gandža, Kharaba Gilan, Orangala in Mingečevir. Muzejske zbirke sestavljajo materiali, odkriti med temi izkopavanji in drugimi etnografskimi ekspedicijami.
V letih 1941–1954 je bil Muzej zgodovine preseljen v palačo Širvanšahov, v dvorcu pa je bil Svet ljudskih komisarjev Azerbajdžanske SSR. Leta 1954 je muzej ponovno začel delovati v drugem nadstropju dvorca. Leta 2000 je bil celoten dvorec predan v upravljanje Muzeju zgodovine Azerbajdžana.

## Stavba
Stavba muzeja je bila prvotno rezidenca znanega podjetnika in filantropa Hadži Zejnalabdin Taghijeva in njegove družine. Zasnoval jo je Iosif Goslavski (1865–1904), glavni arhitekt mesta Baku v tistem času (1893–1904). V Bakuju je še dvanajst arhitekturnih stavb, zgrajenih po načrtih Goslavskega.
Med letoma 1895 in 1901 je pri gradnji dvorca sodelovalo približno 270 inženirjev, arhitektov, mizarjev, slikarjev in drugih mojstrov. Samo gradnja je stala 1,2 milijona rubljev, brez pohištva in opreme, ki so jo pripeljali iz Rusije, Francije, Amerike in Nemčije. Vgrajeni so bili tudi sistemi ogrevanja in hlajenja.
Dvorec se dviga v treh nadstropjih na vseh štirih straneh, višina posamezne sobe pa doseže 13,20 metra. Njegova fasada je gledala na ulico Gorčakov (zdaj ulica H. Z. Tagijev), medtem ko so njegove druge strani gledale na ulico Barjatinski (zdaj ulica A. Alizade), ulico Polis (zdaj Y. Mamadalijev) in Mercury Street (zdaj Z. Alijeva ulica).
Notranja ureditev dvorca temelji na dvovrstni konstrukciji prostorov. Sprejemnica in dnevna soba sta razdeljeni v skupine okoli dveh zaprtih dvorišč. Sprednji del stavbe je obrnjen proti zahodu in ima dve ločeni marmorni stopnici. Tagijeva pisarna je bila v pritličju. Bivalni prostori, delovna soba, dve veliki plesni dvorani, kuhinja, kopalnica in drugi prostori so bili v drugem nadstropju. Tretje nadstropje ima 16 dodatnih sob.
V drugem nadstropju sta dve veliki plesni dvorani: ena v orientalskem (mavretanskem) slogu in druga v zahodnem (evropskem) slogu. Orientalska dvorana ima ogromna steklena okna, pozlačene oboke, bogato okrašene stene, pilastre s cvetjem, strope in lestence. Imel je tudi priložen zimski vrt z majhnim vodnjakom v središču. Črte v zahodni sobi so v primerjavi s tem bolj pravokotne.
Glede na fotografske dokaze je bil eden najbolj dovršenih prostorov v prvotni stavbi boudoir (zasebna dnevna soba) za Sono Khanum, ženo Taghijeva. Vse premično pohištvo in slike v tej sobi so od takrat izginile; ni ostalo nič razen okrašenega zrcalnega mozaičnega stropa.
V sovjetskem obdobju sredi 20. stoletja so na zelo dekorativne cvetlične motive na stenah sobe z ogledali nanesli štiri plasti bele barve, ki so veljale za meščanske ostanke. Te so bile odkrite med obnovo leta 2000. Drugod v rezidenci se je ohranila originalna barva. Barva je bila narejena iz fino mlete jajčne lupine, kar so obrtniki uporabljali za bizantinske ikone. Skoraj 100 let kasneje izvirne barve s svojo subtilnostjo in prefinjenostjo niso ne zbledele ne okrnjene.
V dvorcu Taghijev so se leta 2005 začela temeljita obnovitvena, restavratorska in rekonstrukcijska dela. Spominski muzej H.Z. Taghijev (pod Narodnim muzejem zgodovine Azerbajdžana) je bil prav tako ustanovljen na pobudo predsednika Ilhama Alijeva.

## Spominski muzej Haji Zeynalabdin Taghiyev
Restavriranje prostorov, osebnih predmetov in pohištva Spominskega muzeja Hadži Zejnalabdina Tagijeva so organizirali strokovnjaki iz Azerbajdžana in Italije. Restavracije notranjosti temeljijo na fotografijah iz družinskega fotoalbuma. Muzej vključuje naslednje obnovljene prostore:
1. Tagijeva delovna soba – opremljena s Tagijevo pisalno mizo, foteljem, knjigami o ruskem pravu in zasebno zbirko slik. Vključen je portret samega Tagijeva, ki ga je leta 1912 naslikal Isaak Brodski in ga je naročil mestni svet zaradi njegovih finančnih prispevkov za pomoč pri gradnji lokalne tehnične fakultete.
2. Orientalska dvorana – ena največjih in najbolj okrašenih sob v dvorcu, oblikovana v orientalskem (mavretanskem) slogu. Uporabljali so ga za uradna srečanja, sprejeme in slovesnosti. Za napis in okrasje so porabili devet kilogramov zlata.
3. Taghijeva knjižnica – vsebina sobe poudarja Taghijeva velika prizadevanja za spodbujanje učenja in človekoljubja. Financiral je na primer izdajanje del uglednih pisateljev, pesnikov in zgodovinarjev. Imel je tudi časopis Kaspi in bil prvi, ki je objavil Koran v azerbajdžanskem jeziku.
4. Soba za biljard
5. Jedilnica – prikazuje stole, oblečene v žamet, srebrno emajliran jedilni servis, srebrne nože iz Francije, čaše iz brušenega stekla in drugo razkošje.
6. Nadzorovana soba – interaktivni prikaz za obiskovalce muzeja.
7. Boudoir – majhna dnevna soba Tagijevove druge žene Sone Khanim. Imenuje se tudi »zrcalna dvorana« zaradi ploščatega stekla, ki pokriva strop, in pisanih okraskov, ki krasijo stene.
8. Spalnica
9. Garderoba

## Muzejski fondi
V svoji zgodovini je Narodni muzej ustanavljal namenske sklade za izvajanje ekspedicij, omogočanje ohranjanja, spodbujanje kulturnega študija in izobraževanja ter razvoj muzejske zbirke. Od leta 2024 muzej gosti 12 unikatnih fondov.
Najstarejši fondi, ustanovljeni v 1920-ih, vključujejo Arheološki sklad (1920), ki omogoča preučevanje zgodovinske, arheološke in kulturne dediščine Azerbajdžana; Numizmatični sklad (1920), ki hrani, proučuje in promovira zbirko 100.000 starodavnih in orientalskih kovancev, pa tudi nekovance (znamke, naročila, medalje itd.); in Etnografski sklad (1925), ki si prizadeva za predstavitev kulturnih artefaktov in obrti azerbajdžanskih etničnih skupin, vključno z obdelavo bakra, fajanse, lesenih izdelkov, tkanin in preprog.
Dodatni novejši fondi med drugim vključujejo Posebni fond (žlahtne kovine in nakit) (1955), Fond dokumentarnih virov (1996), Fond daril in spominkov (2009) in Sklad domovinske vojne (2021).
- Zlati dinar azerbajdžanske države Sajid (Sklad numizmatike)
- Kulturni predmeti (Etnografski fond)
- Otvoritvena slovesnost muslimanskega internata za deklice, ki ga je ustanovil H.Z. Tagiev (1901) (Fond dokumentarnih virov)
- Zastava Bakujskega kanata (18. stoletje) (Fond orožja in transparentov)
- Pisalni pribor v lasti Narimana Narimanova (Fond daril in spominkov)
- Zlata medalja 1. evropskih iger (fond pomožnega zgodovinskega gradiva)
- Gradivo mučenikov in veteranov (Fond domovinske vojne)
- 20. januar (preproga, 1990) (Etnografski fond)
- Spodnja čeljust Azykhantropa

## Restavratorski laboratorij
Od svoje ustanovitve se muzej ukvarja z restavratorstvom in konservatorstvom. Prvotno osredotočeni predvsem na arheološke najdbe, zdaj obstajajo strokovnjaki za restavriranje z več različnih področij, ki se ukvarjajo z materiali, vključno s kovino, keramiko, lesom, tekstilom (preproge in vezenine), slikanjem in grafiko. Da bi izboljšali svoje strokovno znanje, se zaposleni v laboratoriju sklicujejo na nove publikacije o restavratorstvu in konservatorstvu ter pri svojem delu uporabljajo napredne metode.
Dejavnost laboratorija je bila predstavljena na muzejski razstavi Drugo življenje muzejskih eksponatov v letu 2010.